# Бурјатија
Бурјатија, или званично Република Бурјатија (рус. Республика Бурятия, бурјатски Буряад Улас) је конститутивни субјект Руске Федерације са статусом аутономне републике на простору југоисточног Сибира.
Главни град републике је град Улан Уде.

## Етимологија
Име Републике произилази из имена титуларног народа Бурјата који је, након Руса (око 65%), други народ по бројности (са око 30%) у овој федералној јединици. Име Бурјата се први пут спомиње у „Тајној историји Монгола“ (око 1240. године) где се за Бурјате каже да су шумски народ.
Због описа оваквог стила живота, који се поредио са животом вука, постоји хипотеза да порекло имена Бурјат потиче од хакаских речи бури – „шума“ и ата – „отац“, што би овај народ описивало као „очеве вуковима“. Друге хипотезе у корену речи бури, проналазе значења: браћа, шикара, стидљив, сивило итд.

## Географија
Република се налази на подручју јужног дела Сибира дуж источне обале језера Бајкал. Има површину од 351.300 km². Има 981.238 становника. Руси чине 67,8% становништва, а Бурјати 27,8%. У потрази за благом, крзном и златом Руси су колонизовали Бурјатију у 17. веку. Језеро Бајкал је популарна туристичка дестинација. Преко 80% територије Бурјатије је планинско подручје. Бурјатска природна богатства укључују злато, цинк, волфрам и уранијум. Просечна годишња температура је -1,6 °C, а просечна јануарска -22 °C

## Становништво
| 1989.     | 2002.   | 2010.   |
| --------- | ------- | ------- |
| 1,041,119 | 981,238 | 972,021 |